# 이나바 마사모리 (사도노카미가)
이나바 마사모리(일본어: 稲葉正守, 교와 4년 음력 1월 29일 ~ 메이지 11년(1878년) 7월 29일)는 야마시로 요도번 10대 번주이자, 마사나리계 이나바가 종가 14대 당주이다.

## 약력
7대 번주 이나바 마사노부의 7남이다. 정실은 도도 다카사와의 딸이다. 자식으로는 외동딸 (도다 우지아키라의 정실) 만있다. 관위는 종5위하, 종4위하, 단고노카미, 사도노카미, 다쿠미노료(内匠頭). 아명은 데쓰야(鉄弥), 통칭은 다이가쿠(大学)이다.
분세이 6년 (1823년) 6월 25일, 조카인 선대 번주 마사히로가 후계자 없이 사망함에 따라, 뒤를 이었다. 같은 해 9월 1일, 쇼군 도쿠가와 이에나리를 배알했다. 분세이 7년 12월 16일, 종5위하 단고노카미에 취임했다. 후에 다쿠미노료(内匠頭), 사도노카미로 바뀐다. 덴포 4년 (1833년) 2월 18일, 소샤반에 취임한다. 덴포 9년 (1838년) 6월 1일, 지샤부교에 취임한다. 덴포 11년 12월 16일, 종4위하에 승진한다. 덴포 13년 (1842년) 4월 24일, 지샤부교를 퇴임하고, 같은 해 7월 20일에 은거하여 양자인 마사요시에게 가독을 물려주었다. 메이지 2년 (1869년) 2월, 도쿄에서 요도로 은거지를 바꾼다.
| 전임 이나바 마사노리 | 제10대 요도번 번주 1823년 - 1842년 | 후임 이나바 마사요시 |